# Scrobipalpa suaedicola
Scrobipalpa suaedicola é uma espécie de insetos lepidópteros, mais especificamente de traças, pertencente à família Gelechiidae.
A autoridade científica da espécie é Mabille, tendo sido descrita no ano de 1906.
Trata-se de uma espécie presente no território português.